# Estola compacta
Estola compacta är en skalbaggsart som beskrevs av Stefan von Breuning 1940. Estola compacta ingår i släktet Estola och familjen långhorningar. Inga underarter finns listade i Catalogue of Life.